# Otra (Schiff)

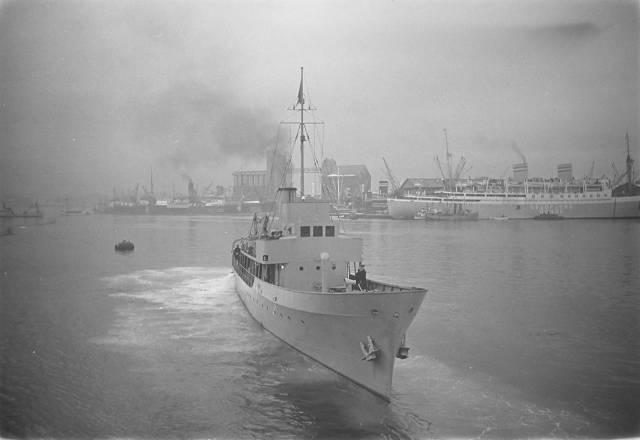
Die Otra bei Probefahrten, Dezember 1939

Die Otra war ein norwegisches Minensuchboot, das von der deutschen Kriegsmarine erbeutet und unter dem Namen Togo von 1940 bis 1945 als Sicherungsboot und Minenleger eingesetzt wurde.

## Bau und Technische Daten
Mit der heraufziehenden Kriegsgefahr begann die norwegische Marine, ihre Minenkriegskapazitäten zu verstärken. Dazu wurden sechs ihrer älteren Kanonenboote 2. Klasse zu Minenlegern und Minenräumbooten umgebaut, aber es wurden auch zwei neue Minensuchboote bei Nylands mekaniske verksted in Oslo in Auftrag gegeben. Beide Schiffe, die Otra und die Rauma, wurden noch vor der deutschen Invasion Norwegens fertig und in Dienst gestellt.
Die Otra, benannt nach dem Fluss Otra, lief am 5. August 1939, sechs Wochen vor ihrem Schwesterschiff, vom Stapel und wurde im Januar 1940 in Dienst gestellt. Sie war 52,1 m lang (51,0 m in der Wasserlinie) und 7,05 m breit, hatte 1,90 m Tiefgang, und verdrängte 355 Tonnen. Der Antrieb bestand aus zwei 900-PS-Dreifachexpansions-Dampfmaschinen und zwei Schrauben. Die Höchstgeschwindigkeit betrug 15 Knoten, die Reichweite 1400 Seemeilen bei 9 Knoten Marschgeschwindigkeit. Das Schiff war mit einer 7,6-cm-L/28-Bofors-Kanone und zwei MG des Typs Madsen bewaffnet. Die Besatzung zählte 25 Mann.

## Unternehmen Weserübung
Die beiden in Horten stationierten Minensucher Otra und Rauma sollten am 9. April 1940 drei von der Royal Navy kurz zuvor an der norwegischen Westküste gelegte Minenfelder beseitigen. Bevor sie jedoch zu diesem Unternehmen auslaufen konnten, wurde der Anmarsch fremder Kriegsschiffe gemeldet. Die Otra wurde zur Erkundung ausgeschickt und meldete um 4:10 Uhr, dass es sich um deutsche Schiffe handelte. Da ihr der Rückmarsch nach Horten durch die deutsche Kriegsschiffgruppe 5 mit dem Schweren Kreuzer Blücher versperrt war, ankerte sie im etwa 20 km weiter nördlichen Filtvet, wo sie am folgenden Tage von dem Torpedoboot Möwe erbeutet wurde.

## Kriegsmarine
Die Otra wurde sofort unter dem Namen Togo von der Kriegsmarine in Dienst gestellt. Sie wurde zunächst, mit der taktischen Nummer NO 02, als Hafenschutzboot in der Hafenschutzflottille Oslo eingesetzt und zum Minenleger umgerüstet. Sie war nun mit zwei 7,5-cm-SK-C/34-Schnellfeuergeschützen und zwei 2-cm-Flak 30 bewaffnet und konnte bis zu 60 Minen aufnehmen. Die Togo diente die gesamten restlichen Kriegsjahre in Norwegen bei der 59. Vorpostenflottille, der Hafenschutzflottille Tromsø, der Hafenschutzflottille Hammerfest und der 65. Vorpostenflottille. Ab 25. März 1941 war sie als V 5908 mit der 59. Vorpostenflottille beim Admiral der norwegischen Polarküste, wo sie Hafenschutz-, Geleit- und Sicherungsaufgaben wahrnahm. Während ihrer Zugehörigkeit zur Hafenschutzflottille Tromsø (als Hafenschutzboot NT 05) überstanden sie und ein von ihr gesicherter Geleitzug in der Nacht zum 12. September 1941 vor dem Petsamofjord im Nordmeer ohne Treffer den ersten Angriff sowjetischer Schnellboote (TKA-11 und TKA-12) auf einen deutschen Geleitzug. Am 21. September kollidierte das Boot nördlich von Hammerfest mit dem Minenräumboot R 158, das dabei schwer beschädigt wurde und auf Grund gesetzt werden musste; das R-Boot sank beim Abschleppversuch am 5. November. Im Mai 1944 kam die Togo als V 6512 zur 65. Vorpostenflottille, die aus der Hafenschutzflottille Hammerfest hervorging.

## Nachkriegsjahre
Zum Zeitpunkt der deutschen Kapitulation gehörte die Togo (damalige Kennung: V 6512) zur 65. Vorpostenflottille in Undereidet am Badderfjord nordöstlich von Tromsø. Sie diente dann kurzfristig mit der 65. Vorpostenflottille in der 4. Minenräumdivision des Deutschen Minenräumdiensts, die in den norwegischen Küstengewässern Minen entfernte, wurde aber bereits am 18. Januar 1946 in Bogen bei Narvik an die norwegische Marine zurückgegeben. Am 30. Oktober 1946 wurde sie mit ihrem alten Namen Otra (Kennung N 34) wieder in Dienst gestellt. 1949 wurde sie, wie auch ihr Schwesterschiff Rauma, zum Minenlegerschulschiff umgebaut.
Am 21. August 1959 wurden die beiden Schiffe in Horten außer Dienst gestellt und aufgelegt. Im April 1963 wurden sie zum Abwracken verkauft und danach verschrottet.